# LinuxMCE
LinuxMCE (Linux Media Center Edition) és una plataforma de programari lliure i de codi obert amb una interfície d'usuari de 10 peus dissenyada per permetre que un ordinador actuï com a PC de cinema a casa (HTPC) per al televisor de la sala d'estar, la gravadora de vídeo personal i la llar. sistema d'automatització. Permet controlar tot el que hi ha a la llar, des de la il·luminació i el clima fins a les càmeres de vigilància i la seguretat de la llar. També inclou un sistema telefònic complet compatible amb VoIP amb suport per a videoconferències.

## Nivells d'implementació
LinuxMCE es pot utilitzar com a PC de cinema a casa autònom (sense cap altra connectivitat de xarxa domèstica), però també pot servir com a sistema LAN domèstic complet en una configuració de servidor/ client prim. En aquesta configuració, un servidor central central (un ordinador estàndard amb Kubuntu) fa la majoria de les funcions d'emmagatzematge i processament, mentre que els ordinadors perifèrics (i altres dispositius) proporcionen serveis d'entrada i sortida. Els ordinadors client prims poden arrencar per xarxa a través de la LAN per servir com a "Directors de mitjans", que transmeten contingut multimèdia des del nucli als dispositius audiovisuals que estan connectats a aquests clients prims.
Aquesta LAN domòtica/multimèdia es pot ampliar per incloure sistemes domòtics, càmeres de vigilància, comandaments a distància d'alta tecnologia (anomenats "Orbiters") i sistemes PBX telefònics. El servidor central coordina les funcions de tots els dispositius de la LAN domèstica. Les capacitats avançades de xarxa del sistema operatiu Linux permeten aquest alt nivell de coordinació de la xarxa.

## Història
LinuxMCE va ser iniciat per Paul Webber com una bifurcació del projecte de programari domòtic PlutoHome. Es va adaptar per funcionar a sobre d'una distribució Linux estàndard, Kubuntu, com a sistema operatiu base, en lloc d'existir com una distribució Linux personalitzada.
La majoria dels components bàsics, inclosa la interfície d'usuari de l'Orbiter (control remot), han experimentat millores significatives i tenen llicència GPL.

## Arquitectura
Una configuració de LinuxMCE consta de dues parts: un nucli i un o més directors de mitjans. El Core és el servidor central i ofereix serveis a tota la llar. Actua com a catàleg i emmagatzematge de mitjans centrals, encamina missatges i ordres domòtiques i proporciona imatges d'arrencada en xarxa per als directors de mitjans. Cada Media Director està connectat a una pantalla (TV, pantalla d'ordinador o projector) i opcionalment a altres equips A/V. Tots els mitjans es presenten a través d'un director de mitjans. Si el Core també és un Media Director (connectat a un televisor), s'anomena sistema híbrid. Els directors de mitjans es poden arrencar a través de la xarxa des del nucli. D'aquesta manera, només cal actualitzar i fer una còpia de seguretat del nucli per mantenir tot el sistema actualitzat.
La major part del processament intensiu de CPU es fa al nucli. Per tant, els requisits del sistema per a un director de mitjans són relativament petits. Això facilita la creació d'un director de mitjans que sigui petit i silenciós i que encaixi en una sala d'estar. El Core, en canvi, es pot col·locar a qualsevol lloc de la casa. En conseqüència, es pot construir centrant-se en el preu i el rendiment en lloc del silenci i l'aparença.
Aquesta arquitectura modular permet a LinuxMCE utilitzar i controlar qualsevol maquinari connectat al Core i Media Directors i controlar-lo de manera coordinada. Per exemple, si s'inicia una pel·lícula a la sala d'estar, LinuxMCE pot atenuar la llum d'aquesta habitació, però també pot apagar la reproducció de ràdio al Media Director de l'oficina. Si sona un telèfon IP, LinuxMCE pot mostrar el número a la pantalla i aturar la reproducció multimèdia mentre es contesta la trucada.

## Components del programari
| Funcionalitat                           | Plataforma/programari utilitzat |
| --------------------------------------- | ------------------------------- |
| Sistema operatiu                        | Kubuntu                         |
| Televisió / Gravadora de vídeo personal | MythTV / VDR                    |
| Reproducció multimèdia                  | Xine / MPlayer                  |
| Telefonia                               | Asterisc                        |